# Orospeda
Oróspeda fue un territorio autónomo durante los primeros tiempos del reino visigodo en la península ibérica hasta que fue conquistado por Leovigildo en el 577. Se trató de una entidad sin unidad política dirigida por potentados hispanorromanos. Debe su nombre a que dentro de su territorio se encontraba el monte de Oróspeda, que en idioma griego significa “el que pone fin a los llanos” (Oros y Pedion). 

La situación política de la península ibérica en torno al 560. El territorio de la Oróspeda aparece como colchón entre los visigodos y los bizantinos

## Geografía
No se conoce a ciencia cierta los límites de la región, pero hay un cierto consenso historiográfico que sitúa a esta región montañosa al sudeste de la Meseta, ocupando territorios de las actuales provincias de Córdoba, Jaén, Albacete, Murcia y Alicante. Es por ello que sus límites físicos estarían en Sierra Morena al norte, algunas ciudades del valle del Guadalquivir y las zonas montañosas de la Subbética jiennense y de la Prebética en el sudeste peninsular.

## Historia
En el año 409 se produce la entrada de los suevos, vándalos y alanos en la península ibérica. Tras dos años de saqueo y toma de ciudades, en el 411 llegan a un foedus con Roma: devolver el dominio de la Tarraconense a los romanos a cambio de reconocer sus asentamientos. Sin embargo, los romanos no estaban dispuestos a aceptar esta situación durante más tiempo, así, encargaron a los visigodos entrar en la Península para expulsar a los bárbaros. La región de la Oróspeda pudo estar ocupada por los vándalos silingos y los alanos. Contra estos se dirigieron los visigodos en la llamada guerra de Hispania (416-418), tras su derrota, los restos de los silingos y alanos se refugiaron en el norte, junto a los vándalos asdingos. Terminada su misión, los visigodos abandonaron Hispania. En el 429, los vándalos asdingos huyeron de Gallaecia, tras su guerra contra los suevos, y se asentaron en la Bética. 
Pese al fracaso del primer intento de expansión visigoda por Hispania en el 456, tras el final del Imperio romano, el rey Eurico (466-484) logró establecerse en el norte de Hispania. El resto de regiones, entre ellas la Oróspeda, debieron quedar en una situación de limbo político entre los restos de poder romano, la existencia de grupos bárbaros residuales y la existencia de potentados rurales. La ocupación visigoda del territorio debió producirse a finales del siglo V y principios del siglo VI. No sabemos si fue la debilidad interna visigoda o la falta de interés por este territorio agreste lo que permitió a ciertos potentados hispanorromanos hacerse con el control de la Oróspeda frente al poder visigodo. Sea como fuere, el territorio fue políticamente autónomo durante buena parte del siglo VI. Otros efímeros estados hispanoromanos es la República Corduba y Sabaria. En la cordillera, se mantuvieron independientes las tribunales locales, como los Vascones o Astures
La llegada de los bizantinos a Spania (552) alteró la situación política del sur peninsular. La región de la Oróspeda se convirtió en un estado colchón entre bizantinos y visigodos, pues nunca formó parte del dominio bizantino aunque no descartamos la colaboración militar entre ambos. Esta situación cambió a partir de la subida al trono visigodo de Leovigildo (565-586) quien dirigió una serie de campañas contra suevos, cántabros, vascones, bizantinos e hispanorromanos. 
La primera acción militar de Leovigildo fue una cabalgada que atravesó los territorios de la Oróspeda para después llegar a territorio bizantino (570). El objetivo era valorar las defensas y obtener un considerable botín de guerra. La campaña definitiva se produjo en el 577, cuando la región fue conquistada y anexionada. La última acción de los orospedanos fue una rebelión de los rustici, campesinos, que fue rápidamente aplastada. 
El territorio fue repartido entre las provincias visigodas de la Bética y la Cartaginense.